# 나현 (1995년)
나현(본명: 김나현, 1995년 12월 9일 ~ )은 대한민국의 배우이다. 과거 걸 그룹 소나무의 서브보컬, 리드댄서를 맡았었다. 2019년 9월 수민과 같이 소나무를 탈퇴했다.

## 출연 작품

### 드라마
| 연도 | 방송사   | 제목                              | 역할        | 비고                           |
| ---- | -------- | --------------------------------- | ----------- | ------------------------------ |
| 2014 | OCN      | 귀신 보는 형사 처용               | 박슬기      | 4회 특별출연                   |
| 2016 | 웹드라마 | 더 미라클                         | 권시아      |                                |
| 2017 |          | 아이돌 드라마 공작단              | 뮤직뱅크 MC | 특별출연                       |
| 2018 | 네이버TV | 피어나                            | 권시아      | 특별출연                       |
| 2019 | 웹드라마 | 로맨스를 팔로우 하기 시작했습니다 | 남슬기      |                                |
| 2020 | 웹드라마 | 카페 킬리만자로                   | 송탐미      |                                |
| 2022 | 콬TV     | 돈 라이 라희                      | 노라희      |                                |
| 2023 | tvN      | 《구미호뎐 1938》                 | 난초        | 데뷔 이후 케이블 드라마 첫출연 |
| 2024 | 남양유업 | 《친하게? 아니, 달콤하게》        |             | 웹드라마                       |

### 영화
- 《아이돌레시피》 (2022년) - 제니아 역
- 《8인의 용의자들》 (2024년) - 유진 역

### 뮤직비디오
- 2020년 이진재 - 전 남친

## 기타
- 미모가 매우 뛰어나서 그 미모가 서울공연예술고등학교에서도 유명했으며 소나무 내에서도 미모 순위로 뉴썬과 1,2위를 다툴 정도이다.